# Église Saint-Sauveur d'Arles-sur-Tech
Pour les articles homonymes, voir église Saint-Sauveur.
L'église Saint-Sauveur d'Arles-sur-Tech est une ancienne église paroissiale, à l'origine romane, située à Arles-sur-Tech, dans le département français des Pyrénées-Orientales.

## Historique
L'église Saint-Sauveur est une ancienne paroisse rurale.
Vendue comme bien national lors de la Révolution française, l'église est alors achetée afin de la sauvegarder par vingt-et-une familles d'Arles-sur-Tech, dont les héritiers se sont perdus dans le temps. Entretenue par l'Association de sauvegarde de Saint-Sauveur depuis 1958, il est envisagé en 2015 d'en transférer la propriété à la commune.
Le clocher, de style roman, a été inscrit Monument historique en 1943.